# Kabinett des Königs

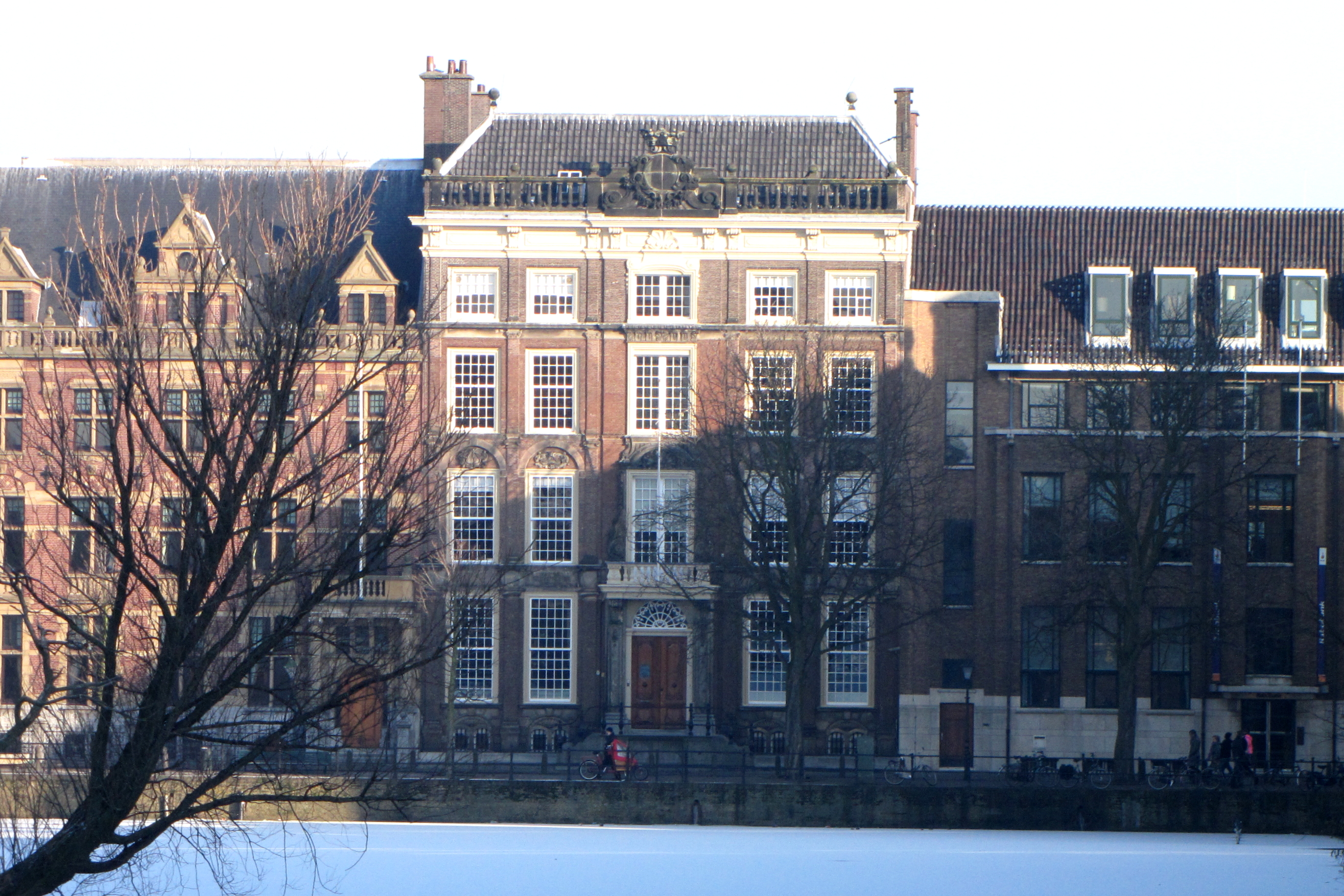
Gebäude in Den Haag

Das Kabinett des Königs (niederländisch: Kabinet van de Koning, bei einer Königin: Kabinet van de Koningin) ist der Beamtenapparat, der den König der Niederlande bei der Ausführung seiner verfassungsmäßigen Pflichten unterstützt. Das Kabinett wurde 1841 gegründet und ist nicht mit dem Regierungskabinett zu verwechseln.
Es ist zuständig für:
- den Verkehr zwischen König und den übrigen Regierungsmitgliedern (der König ist formell der Regierungschef)
- Kontakte zwischen dem König und anderen Staatsorganen
- Empfänge, Besuche und den Zugang zum König
- Bittschriften an den König
- die Registratur, Aufbewahrung und Übertragung von Gesetzen, königlichen Verordnungen und anderen Staatsdokumenten[1]

Das Gebäude des Kabinetts des Königs befindet sich in unmittelbarer Nähe zum Regierungskomplex Binnenhof in Den Haag.

## Belege
1. ↑  B. P. Vermeulen: ‘’De Koning in het Nederlandse staatsrecht’’. Ars Aequi Libri: Nijmegen 2005, S. 70.